# مورو لوكانو
مورو لوكانو (بالإيطالية: Muro Lucano)‏ هي بلدية في مقاطعة بوتنسا في إقليم بازيليكاتا الإيطالي.

## السكان
في سنة 1861 بلغ عدد السكان 8٬209 نسمة، وتطور العدد ليصل في سنة 2011 لـ 5٬568 نسمة.
يظهر هذا المخطط البياني تطور النمو السكاني لـ مورو لوكانو

## توأمة
لمورو لوكانو اتفاقيات توأمة مع كل من:
- فييتري دي بوتنسا
- كونتورسي تيرمي
- باراجانو
- سان فيلي
- Karlsfeld [الإنجليزية]‏

## أعلام
- جوزيف ستيلا
- جوفانا الأولى ملكة نابولي